# William Hayward Pickering
William Hayward Pickering ONZ KBE (Wellington, 24 de dezembro de 1910 — 15 de março de 2004) foi um engenheiro neozelandês.